# Campanha dos Seis Dias
A Campanha dos Seis dias foi uma série de batalhas na defesa final da França por Napoleão durante o avanço aliado sobre Paris em 1814.
Com um exército de setenta mil homens, o imperador foi confrontado com pelo menos meio milhão de tropas aliadas que avançavam com grandes armamentos, comandadas por Gebhard Leberecht von Blücher e pelo príncipe-marechal Karl Philipp, entre outros.
O conflito ocorreu durante seis dias, de 10 a 14 de fevereiro durante o qual ocorreram quatro batalhas. Napoleão conseguiu infligir 17.750 baixas em cem mil das tropas de Blücher, com três mil homens armados, fazendo com que mais tarde historiadores e entusiastas afirmassem que a Campanha dos Seis Dias foi a melhor do imperador.
No entanto, as vitórias do imperador não foram significativas o suficiente para fazer qualquer alteração no quadro estratégico global, e o exército maior de Schwarzenberg ameaçou Paris, o que terminou acontecendo em finais do mês de março.

## Batalhas da campanha
- Batalha de Champaubert (10 de fevereiro, 1814) – 4 000 baixas russas e a prisão do general russo Olsufiev; cerca de 200 vítimas francesas.[1]
- Batalha de Montmirail (11 de fevereiro, 1814) – 4 000 baixas aliadas, contra 2 000 francesas.[1]
- Batalha de Château-Thierry (12 de fevereiro, 1814) – 1 250 e 1 500 baixas prussianas e russas respectivamente, e nove canhões perdidos, para aproximadamente 600 baixas francesas.[1]
- Batalha de Vauchamps (14 de fevereiro, 1814) – 7 000 baixas prussianas e 16 canhões perdidos, para aproximadamente 600 baixas francesas.[1]